# Santíssimo (Rio de Janeiro)
Santíssimo é um bairro de classe média e média-baixa da Zona Oeste do Rio de Janeiro. Seu IDH, no ano 2000, era de 0,780, o 101º colocado entre 126 regiões analisadas no município do Rio de Janeiro. Localizado entre os bairros de Campo Grande e Bangu, possui cerca de 700 mil m² de unidades de conservação. Em 2010, sua população estimada era de 41.458 habitantes. Os bairros limítrofes com Santíssimo são: Bangu, Campo Grande, Senador Camará e Senador Vasconcelos.

## História
A localidade era atravessada pela Estrada Real de Santa Cruz. Nela ficava o Engenho do Lameirão, de Manuel Suzano, com sua capela de Nossa Senhora da Conceição do Lameirão, o templo mais importante das redondezas. Em 1750, a capela teve permissão para manter em “Sacrário” o Santíssimo Sacramento e, para isso, foi criada a Irmandade do Santíssimo.  Esse acontecimento passou a designar de Santíssimo toda a região situada entre Bangu e Campo Grande e batizaria o atual bairro. Santíssimo era próspero na época em que o Rio de Janeiro exportava laranja para o exterior. Havia barracões onde a laranja era beneficiada para a exportação. Com o fim do período rural na cidade do Rio de Janeiro, Santíssimo ficou renegado a um bairro meramente dormitório ou um bairro de passagem para as regiões mais adiantes no mapa da cidade, rumo à zona oeste.

## Atualidade
Atualmente, o bairro sofre um aumento crescente de sua população de forma desordenada em suas encostas. Santíssimo possui uma área bastante acidentada, formada por morros e pequenos vales. Encravado no meio do Parque Estadual da Pedra Branca, onde se desenvolvem pequenos sítios, propriedades rurais e casas, a região é, então, mais um exemplo do crescimento da ocupação desordenada do espaço urbano. Nós últimos anos a prefeitura do Rio tem se voltado para as carências desse bairro e tem alterado a paisagem com obras de infraestrutura com pavimentação e criação de áreas de lazer, com destaque para a praça Palermo no loteamento Roma 1 além de outras intervenções. 
Santíssimo é cortada por duas grandes avenidas: a Avenida Santa Cruz (antigo Caminho Imperial de Santa Cruz) e a mais importante avenida da cidade do Rio de Janeiro, a Avenida Brasil. Fica no bairro também a famosa Estrada da Posse, cantada em um funk de muito sucesso nos anos 90, a Estrada dos Coqueiros e a Estrada Sete Riachos.
Algumas localidades (loteamentos) de Santíssimo são: Coqueiros, Jardim Terra Firme, Jardim Laranjeiras, Varandão, Vila Mariana, Ecisa, Bairro Roma, Morro da Esperança (vulgarmente conhecido como Morro da Titica), Pousada dos Cavaleiros, Itaquê, Vila Guedes, Santa Celeste, Vila Maria, Morro da Cruz, São Victor, Lameirão, Serra Alta, Bairro N.S. de Fátima,Saúna,Vila Verde e outros.
Em 22 de junho de 2014, foi inaugurado no bairro o viaduto Marcello Alencar. A obra, extinguiu a passagem de nível feita pela linha férrea, e auxiliou a escoar o transito rumo a Avenida Brasil, realizando uma ligação melhor com a Avenida Santa Cruz além de servir como rota alternativa aos caminhões e carretas que atualmente trafegam pelo centro de Campo Grande.

## A Estação ferroviária
Com a implantação da Estrada Real de Santa Cruz, atual Avenida de Santa Cruz e a chegada da linha férrea da Estrada de Ferro Central do Brasil, foi inaugurada, em 1890, a estação de Coqueiro, nome de uma fazenda local, para encurtar a distância de mais de 10 km entre as já estações existentes de Bangu e de Campo Grande. Mais tarde, foi rebatizada de Estação Santíssimo, hoje parte da SuperVia, que opera os trens urbanos. A estação atualmente conta com uma plataforma apenas, com dois sentidos: Santa Cruz e Central do Brasil e recebe uma média de 3.300 passageiros em dias úteis. Recentemente a estação também recebeu rampas nas decidas dos dois lados da linha ferroviária.